# Kung fu
Kung Fu (kitajsko: 功夫, pinjin: gōngfu) je sodobnejši izraz, ki na splošno označuje kitajske borilne veščine v vseh njihovih oblikah. V primerjavi z izrazom Vušu je pomensko manj primeren, a je zaradi prevladujoče uporabe s strani tujcev, predvsem zahodnjakov, bolj pogost in znan.
Zapis besede v latinico je raznolik, najpogostejše pa so sledeče oblike: kung fu, gung fu, gong fu. Pogosto se namesto presledka uporablja tudi vezaj, ali pa je oboje izpuščeno: kung-fu, gung-fu, kungfu, itd.
Izvorni pomen besede pa je popolnoma drugačen od današnjega. »Kung fu« pomeni veliko spretnost oz. mojstrstvo v določeni veščini ali početju, ne samo v smislu borilnih veščin. Tako npr. lahko za kuharskega mojstra rečemo, da ima izreden »kung fu« v kuhinji; odličen karateist ima velik »kung fu«, itd. . 
Do današnje uporabe izraza je prišlo zaradi nekoliko napačnega razumevanja kitajskih izrazov s strani zahodnjakov ob prvem srečanju s kitajskimi borilnimi veščinami. Ko je pojem »kung fu«, predvsem vzporedno z vzponom kariere Brucea Leeja v ZDA, postal množično razširjen izven kitajske domovine, je kljub napačnemu pomenu v primerjavi z izvornim, vseeno po svetu pridobil splošen status sinonima za kitajske borilne veščine. 
Kljub temu se ga še danes pogosto napačno razume tudi kot izraz za le eno samo obliko oz. stil kitajske borilne veščine in ne cel skupek le teh.